# World Road Association
World Road Association (franska: Association mondiale de la route) är ett internationellt forum för alla frågor som rör vägar och vägnät. Högkvarteret ligger i Paris.

## Historia
Organisationen grundades 1909, året efter att den första internationella vägkongressen hållits i Paris. Namnet var då 
Permanent International Association of Road Congresses (PIARC) eller på franska Association Internationale Permanente des Congrès de la route (AIPCR). Namnet har sedan dess ändrats, men de gamla förkortningarna används fortfarande. World Road Association arbetar för internationellt kunskapsutbyte i alla frågor som rör väg och transport, såväl tekniskt som strategiskt.